# Andrena adjacens
Andrena adjacens är en biart som beskrevs av Morawitz 1876. Andrena adjacens ingår i släktet sandbin, och familjen grävbin. Inga underarter finns listade i Catalogue of Life.